# Octadecan
Octadecan ist ein langkettiges, lineares Alkan.

## Vorkommen

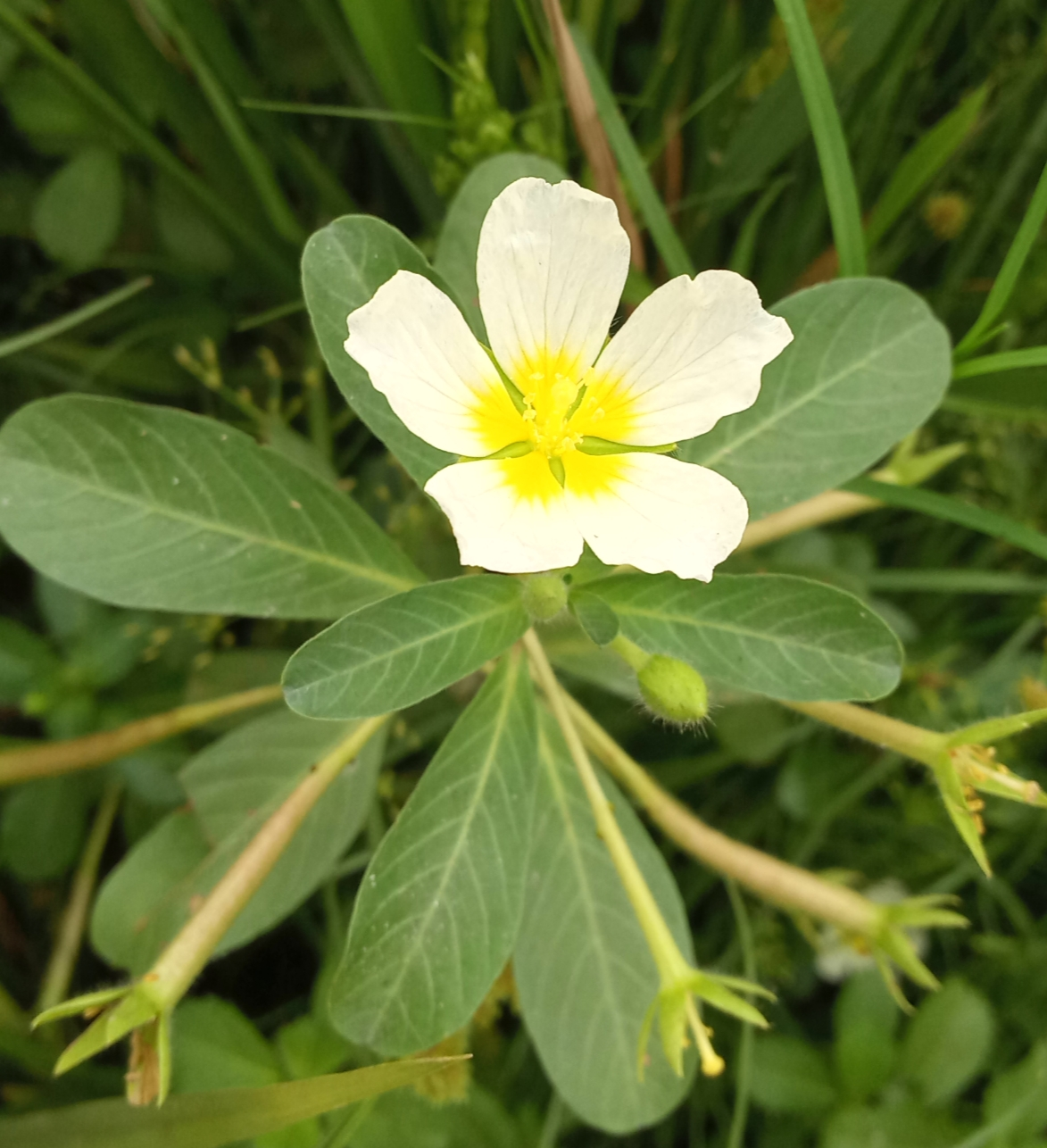
Das Blattwachs von Ludwigia adscendens enthält Octadecan

Octadecan ist Bestandteil von Erdöl und kommt im Wachs der Cuticula von Pflanzen vor. Eine Analyse des Blattwachses von Ludwigia adscendens (Gattung Heusenkräuter) ergab, dass die enthaltenen Alkane eine Kettenlänge von 15 bis 36 aufweisen. Die mengenmäßig wichtigste Komponente war dabei Pentacosan, gefolgt von Octadecan. Es kommt außerdem in verschiedenen ätherischen Ölen vor. Das Öl aus den Knollen des schwarzen Lauchs kann über 30 % Octadecan enthalten. Das ätherische Öl von Launaea lanifera (Gattung Dornlattich, Familie Asteraceae) enthält etwa 2,5 % Octadecan.

## Eigenschaften
Octadecan ist ein farbloses Wachs, das in organischen Lösungsmitteln löslich ist, jedoch nicht in Wasser. Der Flammpunkt liegt bei 165 °C.

## Verwendung
Octadecan ist ein Bestandteil von Dieseltreibstoff. Diesel enthält unter anderem n-Alkane, die im Allgemeinen eine Kettenlänge zwischen neun und 24 aufweisen. Gelegentlich wird es als Referenzstandard in der Gaschromatographie verwendet.